# Holly Williams
Holly Audrey Williams (Cullman, 12 marzo 1981) è una cantautrice e musicista statunitense.

## Biografia
Nipote di Hank Williams, Holly Williams ha pubblicato il suo album di debutto The Ones We Never Knew nel 2004, ricevendo buone recensioni da parte della critica musicale. Nel 2013 è uscito il terzo disco The Highway, arrivato in vetta alla Top Heatseekers e la 146ª posizione della Billboard 200. È stato definito da American Songwriter come il progetto meglio riuscito della cantante.

## Discografia

### Album in studio
- 2004 – The Ones We Never Knew
- 2009 – Here with Me
- 2013 – The Highway

### Singoli
- 2005 – Sometimes
- 2009 – Keep the Change
- 2009 – Mama